# Texanobathynella bowmani
Texanobathynella bowmani är en kräftdjursart som beskrevs av Delamare Deboutteville, Coineau och Serban 1975. Texanobathynella bowmani ingår i släktet Texanobathynella och familjen Parabathynellidae. Inga underarter finns listade i Catalogue of Life.